# Mamadou Fofana
Mamadou Fofana (* 21. Januar 1998 in Bamako), auch bekannt als Nojo, ist ein malischer Fußballspieler, der seit August 2021 beim französischen Zweitligisten SC Amiens unter Vertrag steht. Der Innenverteidiger ist seit Oktober 2017 malischer Nationalspieler.

## Karriere

### Verein
Mamadou Fofana entstammt der Jugendabteilung von Stade Malien und wechselte im Januar 2016 in den Nachwuchs des türkischen Vereins Alanyaspor. Am 14. Januar 2017 (17. Spieltag) debütierte er bei der 2:3-Heimniederlage gegen Caykur Rizespor in der höchsten türkischen Spielklasse.
Am 31. Januar 2017 wechselte er auf Leihbasis bis zum Ende der Saison 2016/17 zum Zweitligisten Bandırmaspor. Sein erstes Ligaspiel bestritt er am 12. Februar (20. Spieltag) bei der 2:3-Heimniederlage gegen Altınordu Izmir, als er in der 54. Spielminute für Yiğit Gökoğlan eingewechselt wurde. Er etablierte sich rasch als Stammspieler und kehrte nach 10 Ligaeinsätzen nach Alanya zurück.
Bei Alanyaspor begann er die Spielzeit 2017/18 als Stammkraft in der Innenverteidigung. Am 19. Januar 2018 flog er bei der 2:3-Auswärtsniederlage gegen Kasımpaşa Istanbul in der 83. Spielminute mit „glatt Rot“ vom Platz und wurde für zwei Ligaspiele gesperrt. Anschließend rutschte er aus der Startformation und beendete die Saison mit 24 Ligaeinsätzen.
Am 5. Juli 2018 wechselte Mamadou Fofana zum französischen Zweitligisten FC Metz, wo er einen Vierjahresvertrag unterzeichnete. Am 30. Juli 2018 (1. Spieltag) debütierte er beim 1:0-Auswärtssieg gegen Stade Brest in der zweithöchsten französischen Spielklasse. Unter dem Cheftrainer Frédéric Antonetti entwickelte sich Fofana in der Saison 2018/19 als Stammspieler. Er gewann mit den Grenats die Meisterschaft und stieg in die erstklassige Ligue 1 auf. Insgesamt kam er in 32 Ligaspielen zum Einsatz.
Auch in der Spielzeit 2019/20 hielt er seinen Status als Stammkraft inne und beendete diese nach dem Abbruch aufgrund der Covid-19-Pandemie mit 20 Ligaspielen.

### Nationalmannschaft
Mit der malischen U17-Nationalmannschaft nahm Mamadou Fofana am U17 Afrika-Cup 2015 in Niger teil, wo er in drei Spielen auf dem Platz stand und mit der Auswahl das Turnier gewann. Anschließend nahm er mit der U17 an der U17-Weltmeisterschaft 2015 in Chile teil. Dort stand er in allen sieben Spielen über die volle Distanz auf dem Platz und erreichte mit seinem Heimatland das Endspiel, welches man mit 0:2 gegen Nigeria verlor.
Mit der U20 nahm er im Jahr 2017 am U20 Afrika-Cup 2017 in Sambia teil, wo er alle drei Spiele der Auswahl absolvierte.
Am 6. Oktober 2017 debütierte er beim 0:0-Unentschieden gegen die Elfenbeinküste im Qualifikationsspiel zur Weltmeisterschaft 2018 für die A-Nationalmannschaft. Am 16. Oktober 2018 erzielte er beim 1:1 gegen Burundi in der Qualifikation zum Afrika-Cup 2019 sein erstes Länderspieltor. Mit Mali nahm er letztlich an diesem Turnier teil, wo er drei Spiele bestritt.

## Erfolge
FC Metz
- Ligue 2: 2018/19

Mali U17
- U17-Afrikacupsieger: 2015
- U17-Vizeweltmeister: 2015